# Roussea simplex
Roussea simplex är en tvåhjärtbladig växtart som beskrevs av James Edward Smith. Roussea simplex ingår i släktet Roussea och familjen Rousseaceae. Inga underarter finns listade i Catalogue of Life.

## Bildgalleri

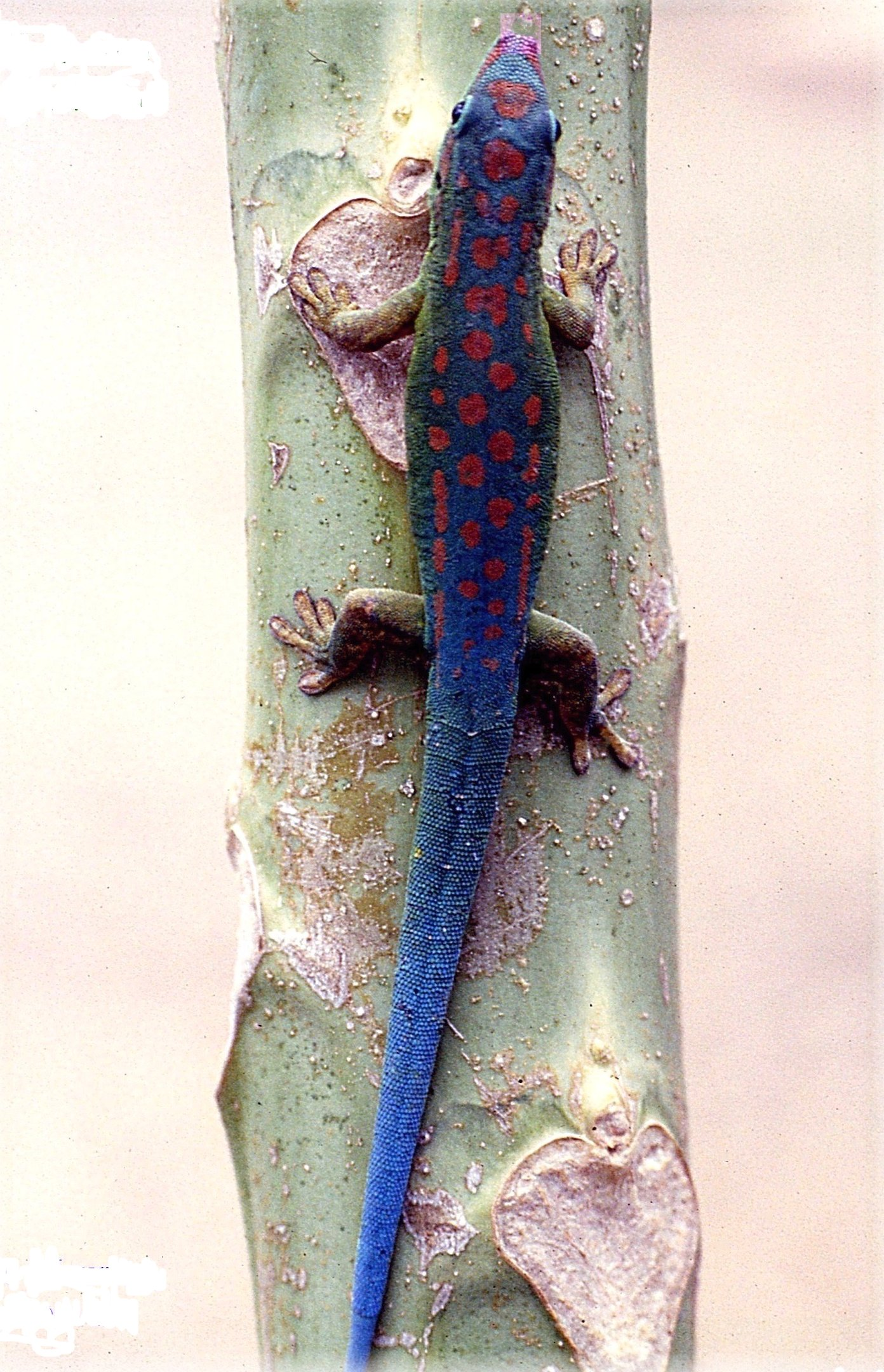